# Jelena Batalova
Jelena Aleksejevna Batalova (Russisch: Елена Алексеевна Баталова) (Moskou, 27 augustus 1964) is een voormalig freestyleskiester uit Rusland. Ze vertegenwoordigde het gezamenlijke team op de Olympische Winterspelen 1992 in Albertville.

## Resultaten freestyleskiën

### Olympische Winterspelen
| Jaar | Plaats      | Resultaten |
| ---- | ----------- | ---------- |
| 1992 | Albertville | 9e Acro#   |

# Demonstratie onderdeel waarbij geen olympische medailles werden toegekend.

### Wereldkampioenschappen
| Jaar | Plaats                | Resultaten |
| ---- | --------------------- | ---------- |
| 1991 | Lake Placid           | 7e Acro    |
| 1993 | Altenmarkt-Zauchensee | 6e Acro    |
| 1995 | La Clusaz             | Acro       |
| 1997 | Nagano                | 16e Acro   |
| 1999 | Meiringen-Hasliberg   | 8e Acro    |

### Wereldbeker
Eindklasseringen
| Seizoen   | Algemeen         | Acro              |
| --------- | ---------------- | ----------------- |
| 1989/1990 | 44e 2,00 punten  | 13e 15,00 punten  |
| 1990/1991 | 45e 2,00 punten  | 13e 19,00 punten  |
| 1991/1992 | 29e 4,00 punten  | 10e 32,00 punten  |
| 1992/1993 | 49e 40,00 punten | 20e 316,00 punten |
| 1993/1994 | 46e 46,00 punten | 17e 368,00 punten |
| 1994/1995 | 42e 56,00 punten | 16e 392,00 punten |
| 1995/1996 | · 99,00 punten   | · 692,00 punten   |
| 1996/1997 | · 100,00 punten  | · 700,00 punten   |
| 1997/1998 | · 98,00 punten   | · 392,00 punten   |
| 1998/1999 |                  | · 200,00 punten   |

Wereldbekerzeges
| Datum            | Plaats                | Onderdeel |
| ---------------- | --------------------- | --------- |
| 14 december 1993 | Piancavallo           | Acro      |
| 2 februari 1995  | Kirchberg             | Acro      |
| 3 maart 1995     | Lillehammer           | Acro      |
| 8 maart 1995     | Hundfjället           | Acro      |
| 6 december 1995  | Tignes                | Acro      |
| 14 december 1995 | La Plagne             | Acro      |
| 26 januari 1996  | Mont Tremblant        | Acro      |
| 10 februari 1996 | Oberjoch              | Acro      |
| 8 maart 1996     | Hundfjället           | Acro      |
| 22 maart 1996    | Meiringen-Hasliberg   | Acro      |
| 5 december 1996  | Tignes                | Acro      |
| 21 december 1996 | Piancavallo           | Acro      |
| 17 januari 1997  | Whistler Blackcomb    | Acro      |
| 23 januari 1997  | Breckenridge          | Acro      |
| 1 maart 1997     | Meiringen-Hasliberg   | Acro      |
| 8 maart 1997     | Altenmarkt-Zauchensee | Acro      |
| 12 maart 1997    | Hundfjället           | Acro      |
| 9 januari 1998   | Mont Tremblant        | Acro      |
| 29 januari 1998  | Breckenridge          | Acro      |
| 6 maart 1998     | Meiringen-Hasliberg   | Acro      |
| 13 maart 1998    | Altenmarkt-Zauchensee | Acro      |
| 15 januari 1999  | Steamboat             | Acro      |
| 22 januari 1999  | Heavenly              | Acro      |
| 21 januari 2000  | Heavenly              | Acro      |
| 4 maart 2000     | Ovindoli              | Acro      |